# Riemann (cráter)

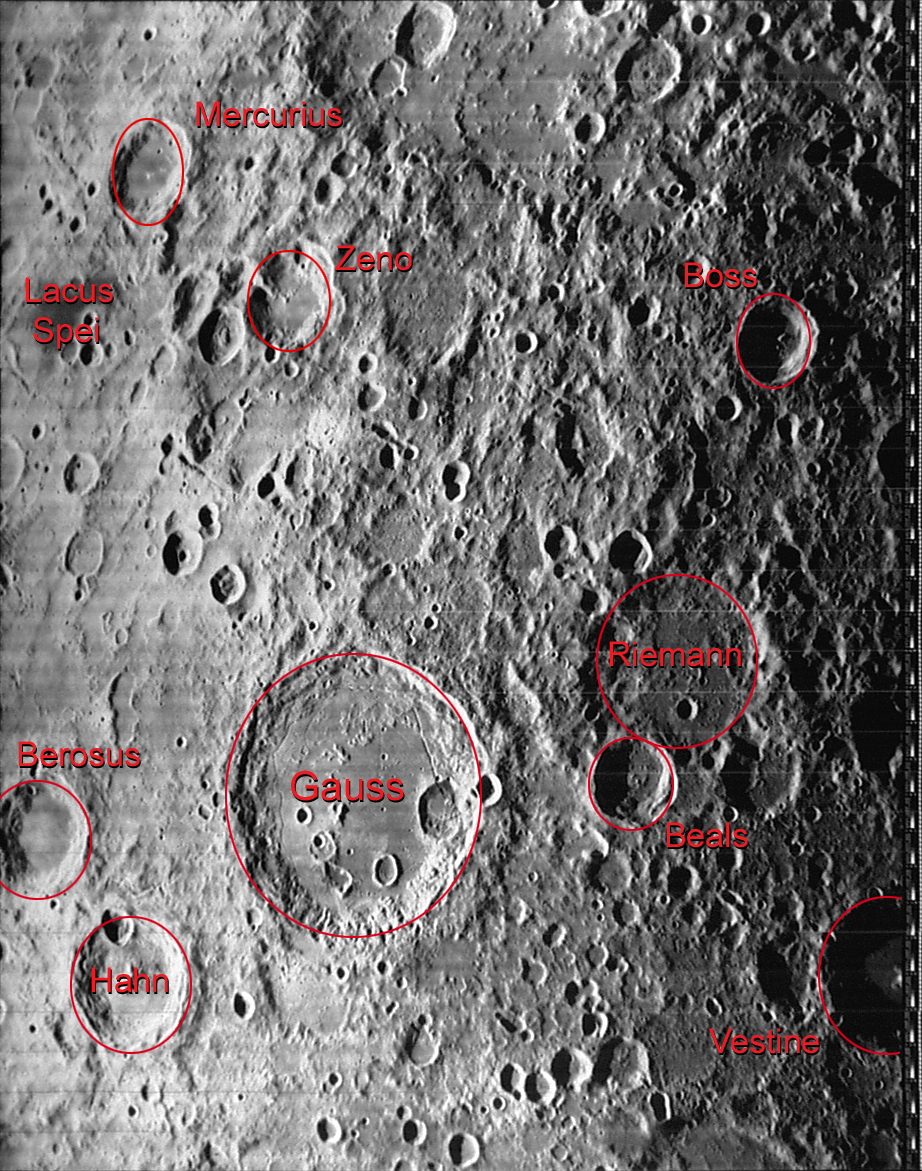
Entorno de Riemann

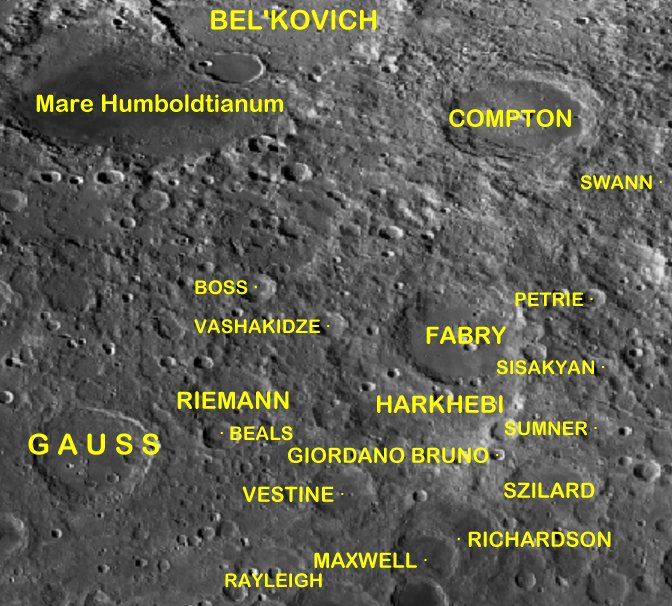
Cráteres cercanos

"Riemann" es un cráter de impacto localizado cerca del limbo noreste de la Luna, que solo se puede observar lateralmente desde la Tierra cuando los efectos de una libración favorable lo permiten. Se encuentra al este-noreste de la gran planicie amurallada de Gauss. Al sureste, más allá de la vista, en la cara oculta de la Luna, se halla el cráter Vestine.
|  |

Es una formación fuertemente desgastada y erosionada, de la que solo queda un remanente de su antigua configuración. El borde exterior ha sido desgastado en muchos lugares, estando formado únicamente por una serie irregular de crestas en un círculo irregular. El brocal está cubierto en su sector sursudoeste por el cráter Beals, y varios cráteres más pequeños están situados sobre el borde en sus sectores occidental y sureste. La parte más intacta de la pared exterior está en el lado oriental.
El suelo interior es una mezcla de terreno nivelado y de terreno irregular, en el que los impactos han alterado la superficie. Generalmente es menos áspera la mitad oriental, especialmente cerca del centro. Un pequeño cráter en forma de cuenco se encuentra en el suelo de la parte sureste del interior. Los restos débiles de varios otros cráteres menores se pueden observar sobre su superficie.

## Cráteres satélite
Por convención estos elementos son identificados en los mapas lunares poniendo la letra en el lado del punto medio del cráter que está más cercano a Riemann.
|         | \| Riemann \| Coordenadas \| Diámetro \| \| ------- \| ---------------------------- \| -------- \| \| B \| 41°36′N 85°12′E / 41.6, 85.2 \| 24 km \| \| J \| 37°24′N 90°12′E / 37.4, 90.2 \| 39 km \| |          |
| Riemann | Coordenadas | Diámetro |
| B       | 41°36′N 85°12′E / 41.6, 85.2 | 24 km    |
| J       | 37°24′N 90°12′E / 37.4, 90.2 | 39 km    |

Los siguientes cráteres han sido renombrados por la UAI:
- Riemann A - Véase Beals (cráter).